# L'Homme au chewing-gum
Pour plus de détails, voir Fiche technique et Distribution.
L'Homme au chewing-gum (titre original : Manhandled) est un film noir américain réalisé par Lewis R. Foster et sorti en 1949. 

## Fiche technique
- Titre : L'Homme au chewing-gum
- Titre original : Manhandled
- Réalisateur : Lewis R. Foster
- Production : William H. Pine et William C. Thomas
- Société de production : Pine-Thomas Productions, Paramount Pictures
- Scénario : Lewis R. Foster et Whitman Chambers d'après The Man Who Stole a Dream de L.S. Goldsmith
- Photographie : Ernest Laszlo
- Montage : Howard A. Smith
- Musique originale : Darrell Calker
- Direction artistique : Lewis H. Creber
- Décorateur de plateau : Alfred Kegerris
- Costumes : Edith Head et Odette Myrtil
- Pays de production : États-Unis d’Amérique
- Langue : anglais
- Genre : Film noir
- Format : Noir et blanc — Son : Mono (Western Electric Recording)
- Durée : 97  minutes
- Dates de sortie : 
  - États-Unis : 25 mai 1949 ;
  - France : 11 octobre 1950.

## Distribution
- Dorothy Lamour : Merl Kramer
- Sterling Hayden : Joe Cooper
- Dan Duryea : Karl Benson
- Irene Hervey : Ruth / Mme Alton Bennet
- Phillip Reed : Guy Bayard
- Harold Vermilyea : Dr Redmond
- Alan Napier : Alton Bennet
- Art Smith : Détective Lieutenant Bill Dawson
- Irving Bacon : Sergent Fayle

Acteurs non crédités :
- Morgan Farley : « Doc »
- Keye Luke : Propriétaire de blanchisserie
- Maidie Norman : Christine, servante des Bennet
- Ian Wolfe : Charlie